# Józefa Frysztakowa

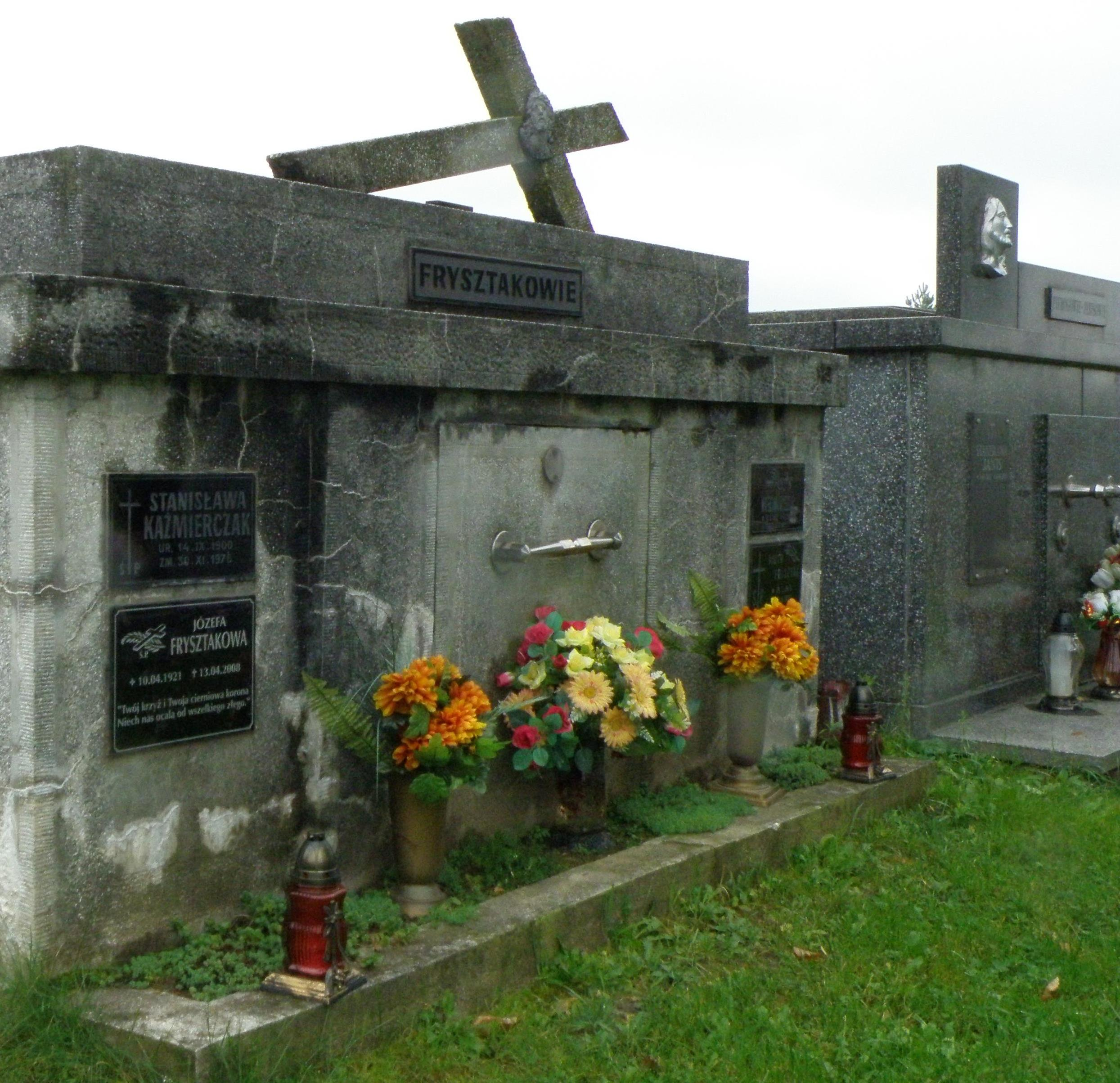
Grób Józefy Frysztakowej na cmentarzu komunalnym w Tarnowcu.

Józefa Frysztakowa (ur. 10 kwietnia 1921 w Łęce k.Płocka, zm. 13 kwietnia 2008 w Tarnowcu k.Tarnowa) – polska poetka, malarka, nauczycielka.

## Życiorys
W 1930 straciła ojca. Szkołę podstawową skończyła w Jaśle, a w Gorlicach gimnazjum i liceum ogólnokształcące. Ukończyła polonistykę w Wyższej Szkole Pedagogicznej w Krakowie. W latach 80. XX wieku uczyła matematyki w Szkole Podstawowej w Porębie Radlnej. Pracowała również w szkołach podstawowych oraz średnich w Tarnowie i w Tarnowcu. 

## Twórczość
Debiutowała w 1980, po śmierci syna Wiesława. Należała do Związku Literatów Polskich (od 1999) oraz do Stowarzyszenia Rodzin Katolickich. Laureatka kilku konkursów poetyckich. Jej utwory drukowały ogólnopolskie pisma: Tygodnik Kulturalny, Gromada - Rolnik Polski, Gość Niedzielny oraz pisma o zasięgu lokalnym. W wolnym czasie malowała kwiaty, pejzaże, sceny religijne. Jej dzieło, obraz św. Józefa Robotnika umieszczono w głównym ołtarzu w kościele parafialnym w Tarnowcu. Pisała również opowiadania i wiersze dla dzieci. Józefę Frysztakową zapraszano na spotkania autorskie, m.in. do Zespołu Szkół Ekonomiczno-Ogrodniczych im. Tadeusza Kościuszki w Tarnowie.
Opublikowane zbiory wierszy:
- 1989 Czarne tulipany. Dębica, Dom Kultury „Stomil”[8].
- 1990 Ballada o Matce. Dębica, Dom Kultury „Stomil”.
- 1991 Czarne tulipany – i Ty. (opracowanie graficzne Wiesław Kukla), Tarnów, Tarnowska Oficyna Wydawnicza WOK.
- 1991 Wiersze dla Ciebie. (opracowanie graficzne Wiesław Kukla), Tarnów, Tarnowska Oficyna Wydawnicza WOK.
- 1992 Zielone bramy raju. (Redakcja i opracowanie graficzne Jan Wanatowicz). Dębica, Dom Kultury „Stomil”, Robotnicze Stowarzyszenie Twórców Kultury.
- 1993 Na strunach serca. (Opracowanie graficzne Mariola Kucaba, Jadwiga Kierczuk). Tarnów, Tarnowska Oficyna Wydawnicza.
- 1994 Księżyc i dziewczyna. Tarnów, Tarnowska Oficyna Wydawnicza Wojewódzkiego Ośrodka Kultury.
- 1995 Ziemia - twoja miłość. Ilustrował Krzysztof Wałaszek. Tarnów. Tarnowska Oficyna Wydawnicza Wojewódzkiego Ośrodka Kultury.
- 1995 Ballada o Matce. Zielone Bramy Raju. Tarnów. Tarnowska Oficyna Wydawnicza Wojewódzkiego Ośrodka Kultury.
- 1996 Dla ciebie – wiersze zebrane. Kraków, Związek Literatów Polskich. ISBN 83-86775-21-1
- 1997 Twój mały świat. Ilustrowała Anita Ruszel. Tarnów, Tarnowska Oficyna Wydawnicza Tarnowskiej Agencji Rozwoju Regionalnego. ISBN 83-86591-17-X
- 1999 Ty i Ja. Tarnowiec. ISBN 83-86744-28-6
- 2000 Historia nie długa, nie krótka podróży kotka Filutka. Ilustracje autorki. Tarnowiec.
- 2001 Misia i zwierzątka – wiersze dla dzieci. Tarnowiec. ISBN 83-86744-20-0

Jej utwory umieszczono w pracach zbiorowych, m.in.:
- Wieńczysław Polaczek (red.), Mój Tarnów: Wiersze, Stowarzyszenie Twórcze Tarnowska Grupa Literacka „Jaskółka”, Tarnów 2000, ISBN 83-86744-72-3
- Marian Morawczyński, Od Raby do Wisłoki - szlakami pióra. Związki regionu tarnowskiego z literaturą, Tarnowskie Towarzystwo Kulturalne i Towarzystwo Przyjaciół Ziemi Dębickiej, 1996, ISBN 83-901529-8-3

## Upamiętnienie
Stowarzyszenie Twórcze Tarnowska Grupa Literacka „Jaskółka” zainicjowało konkursy literackie im. Józefy Frysztakowej. Od 1997 w Tarnowcu organizowany jest corocznie Gminny Konkurs Poetycki im. Józefy Frysztakowej.